# Sonpeth
Sonpeth is een nagar panchayat (plaats) in het district Parbhani van de Indiase staat Maharashtra. 

## Demografie
Volgens de Indiase volkstelling van 2001 wonen er 13.022 mensen in Sonpeth, waarvan 52% mannelijk en 48% vrouwelijk is. De plaats heeft een alfabetiseringsgraad van 61%. 